# Sluneční lázně Houšťka
Sluneční lázně Houšťka (také Houštka) ve Staré Boleslavi, části města Brandýs nad Labem-Stará Boleslav v okrese Praha-východ, jsou bývalé lázně, které stojí v místní části Houšťka u sportovního areálu a kina.

## Historie
Roku 1818 v Houštce objevil nadlesní Josef Neumann z Brandýsa železitý pramen, posléze pojmenovaný pramen Matky Boží Pomocné. Nedlouho poté u pramene lidově zvaného „Václavka“ byla postavena první nevelká lázeňská budova, později doplněná o přistavěnou hostinskou místnost a dřevěnou taneční síň. V 60. letech 19. století vlastnil lázně arcikníže Karel Salvátor Rakousko-Toskánský, který je zásadně přestavěl na dvoupatrový lázeňský dům.
Sluneční lázně zde vznikly v letech 1917–1919 za nového majitele velkostatkáře Ervína Mandelíka. Stavba s verandou měla dvě velké skleněné kopule a až do začátku 2. světové války byla součástí rekreačně-sportovního areálu, který u lázní vznikl.
Během války lázně využíval wehrmacht jako lazaret. Po roce 1948 byly znárodněny a komplex sloužil jako domov mládeže nebo kolej pro studenty Pedagogické fakulty Univerzity Karlovy.
Roku 2015 koupilo město od Univerzity Karlovy obě chátrající budovy spolu s dalšími objekty. Plánovalo rekonstrukci, která se však kvůli vysokým nákladům neuskutečnila. Koncem února 2023 obdrželo posudek s tím, že budova bývalých kolejí je v pořádku, pokud se znovu zhotoví podlahy a stropy. Objekt Slunečních lázní podle vedení města zachránit nepůjde a čeká jej demolice; podle odborníků již není možné konstrukci opravit.

## Další informace
- Budova Slunečních lázní se připisuje arch. Janu Kotěrovi, který byl v době záměru výstavby stavebním radou a pouze svým razítkem potvrdil, že stavba může být zahájena.[1]
- V 50. letech 20. století v budově lázeňského hotelu získaly azyl severokorejské děti, které roku 1953 navštívil tehdejší severokorejský vůdce Kim Ir-sen. V 70. letech 20. století do lázní přijel při tamní mírové slavnosti kubánský vůdce Fidel Castro.[1]
- Severně od budovy roste památný platan javorolistý.[5]
- Místem vede Dendrologická stezka.